# Pecíolo (zoologia)

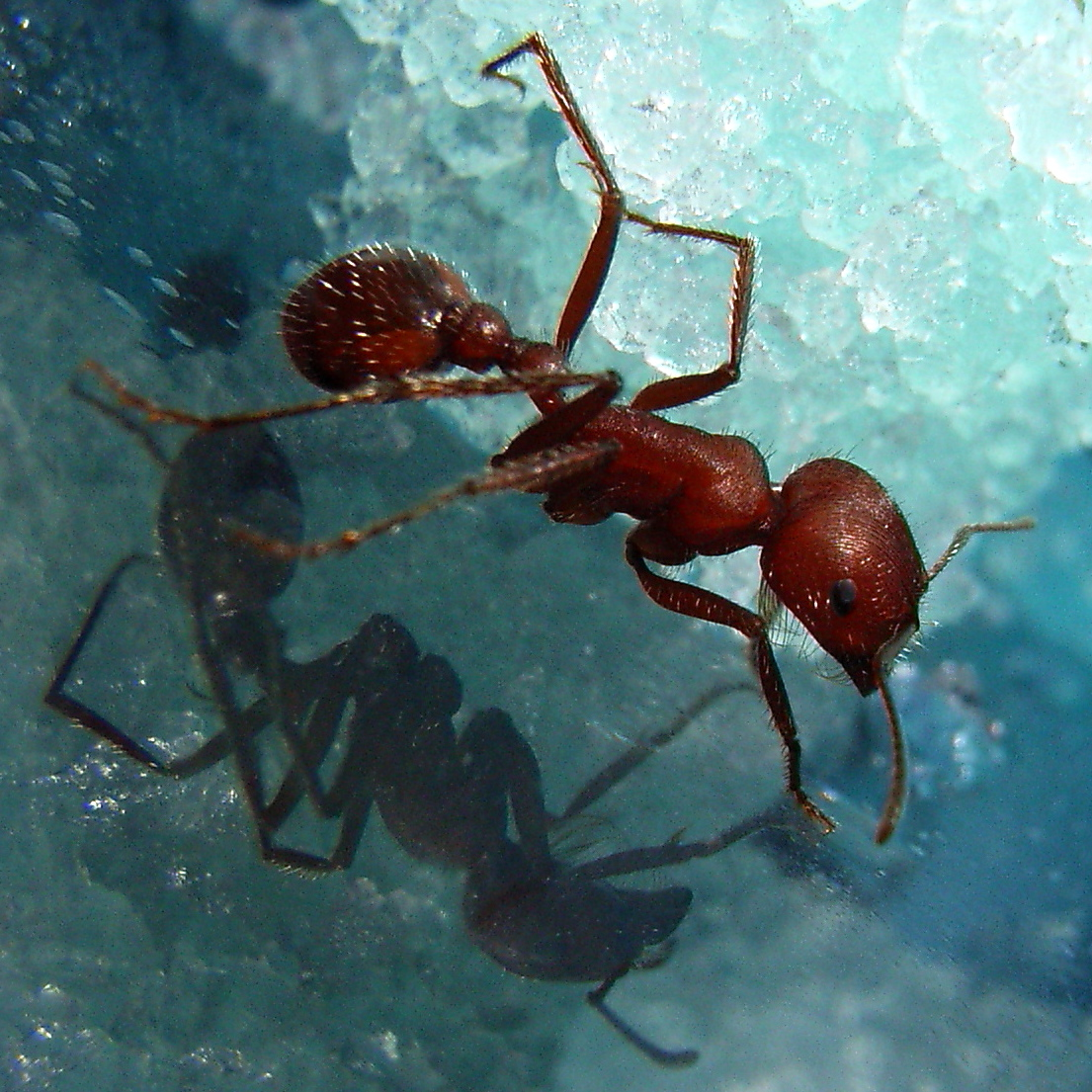
O «pecíolo» desta formiga consiste de dois segmentos.

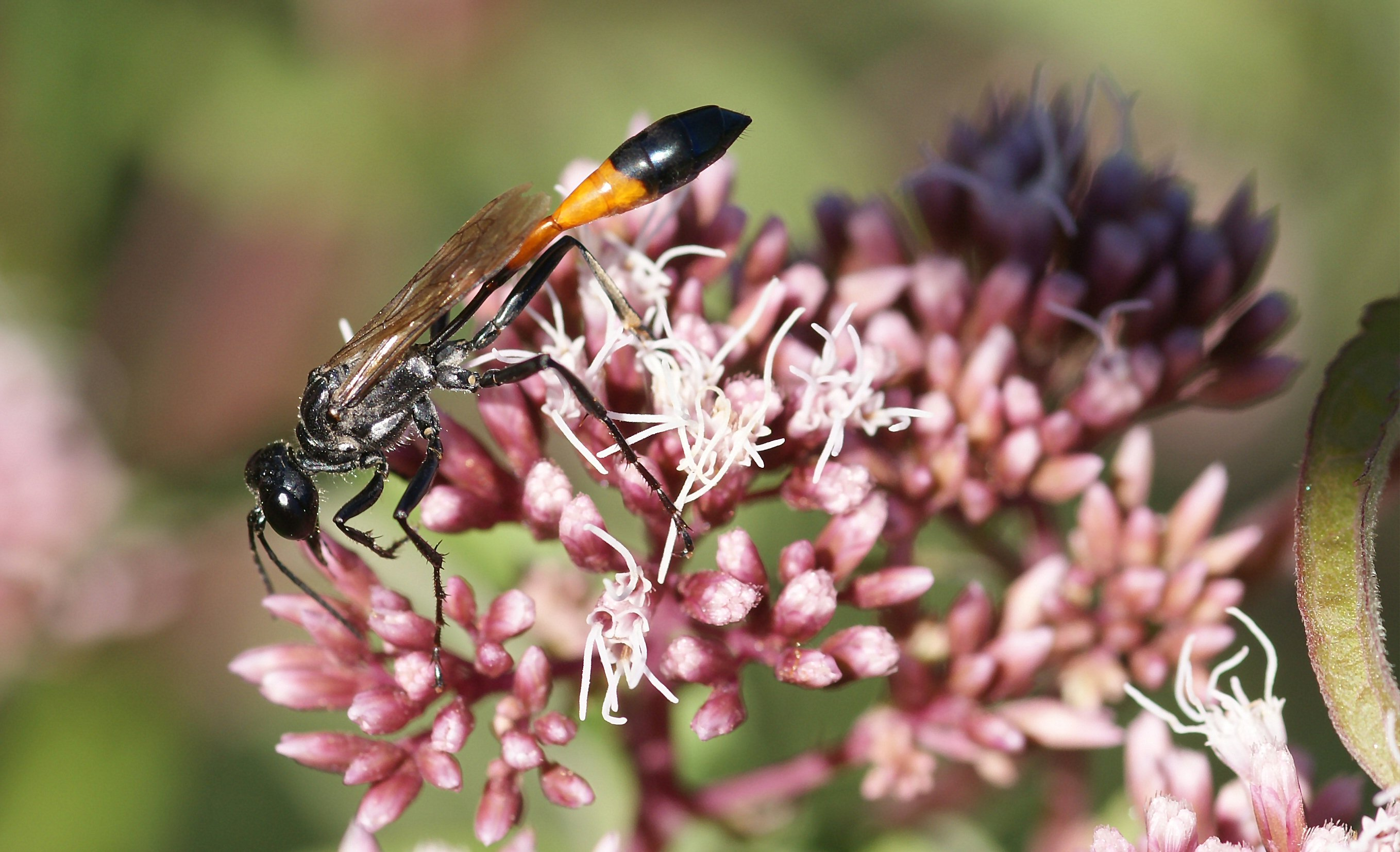
A vespa Ammophila sabulosa apresenta um pedúnculo excepcionalmente longo.

Pecíolo é a designação técnica dada em zoologia à parte anterior do abdómen dos insetos himenópteros (Hymenoptera), especialmente formigas, abelhas e vespas, que forma um segmento alongado e estreito que une o resto do abdómen (o gastro) ao tórax. O segmento é formado pelo segundo segmento abdominal ou, em alguns grupos taxonômicos específicos, pelo segundo mais o terceiro segmentos abdominais.

## Estrutura
O termo «pecíolo» é usado para designar o primeiro segmento metassomal, ou por vezes os dois primeiros segmentos, quando se apresentam alongados e estreitados, formando uma estreita cintura ligando o tórax à parte posterior do abdómen dos himenópteros. A estrutura é característica dos membros da subordem Apocrita dos Hymenoptera (formigas, abelhas e vespas). O termo é também por vezes utilizado para referir a estrutura similar que ocorre em insectos pertencentes a outros grupos taxonómicos que apresentam morfologia corporal semelhante, nomeadamente a base metassomal alongada e claramente mais estreita que os segmentos circundantes.
O pecíolo é ocasionalmente designado por pedicelo, mas, em entomologia, o termo é reservado para o segundo segmento da antena dos insectos.
A porção alargada do abdómen posterior ao pecíolo (e pós-pecíolo nos Myrmicinae) é designado por gastro.
A estrutura do pecíolo é uma forma simples e fácil de classificar visualmente os diversos agrupamentos taxonômicos de formigas dado que as principais subfamílias de Formicidae apresentam diferenças marcadas nesta estrutura: algumas formigas apresenta pecíolos com dois segmentos, enquanto outras apresentam um único segmento.

## Outros usos
O termo «pecíolo» pode também ser usado no contexto da descrição das estrutura venosa da asa dos insectos, onde uma unidade estrutural entre venações da asa, que em geral apresenta quatro lados, está reduzida a um triângulo com uma estrutura alongada, um pedúnculo, a ligar a unidade às estruturas vizinhas, formando assim uma unidade peciolada.
O pedúnculo na base do ninho das vespas-papel é também designado por pecíolo.